# Ernst Happel
Ernst Franz Hermann Happel (Beč, 29. studenoga 1925. – Innsbruck, 14. studenog 1992. ), austrijski nogometaš i trener. Igrao je na položaju obrambenog igrača. Smatra se jednim od najuspješnijih trenera svih vremena osvojio je ligu i domaće kup natjecanje u Nizozemskoj, Belgiji, Njemačkoj i Austriji, Europski kup osvojio je dva puta, prvi 1970. i drugi 1983. Prvi je od pet trenera koji su osvojili Europski kup s dva različita kluba, prije Carla Ancelottija, Juppa Heynckesa, Ottmara Hitzfelda i Joséa Mourinhoa.

## Igračka karijera
Profesionalnu igračku karijeru započeo je u bečkom Rapidu 1942. godine, nakon 12 godina u Rapidu prelazi u pariški RC Paris 1956. se vraća u Rapid gdje je 1959. završio igračku karijeru.
Šest puta je bio austrijskim prvakom: 1946., 1948., 1951., 1952., 1954., i 1957., jednom puta pobjednikom austrijskog kupa 1946.

## Trenerska karijera
- ADO Den Haag
  - Nizozemski nogometni kup: 1967. – 1968.

- Feijenoord
  - Nizozemsko prvenstvo: 1970. – 1971.
  - Kup prvaka: 1969. – 1970.
  - Interkontinentalni kup: 1970.
- Club Brugge
  - Belgijsko prvenstvo: 1975. – 1976., 1976. – 1977., 1977. – 1978.
  - Belgijski nogometni kup: 1976. – 1977.
  - Kup prvaka (finalist): 1975. – 1976.
  - Kup UEFA  (finalist): 1977. – 1978.

- Standard Liège
  - Belgijski nogometni kup: 1980. – 1981.
  - Belgijski nogometni superkup: 1981.
  - Belgijsko prvenstvo: 1979. – 1980.

- Nizozemska nogometna reprezentacija
  - Svjetsko prvenstvo u nogometu – Argentina 1978. (srebro): 1978.

- Hamburger SV
  - Njemačka nogometna Bundesliga: 1981. – 1982., 1982. – 1983.
  - Njemački nogometni kup: 1986. – 1987.
  - Kup prvaka: 1982. – 1983.
  - UEFA Europska liga: 1981. – 1982.
  - Europski superkup (polufinale): 1983.
  - Interkontinentalni kup: 1983.

- Swarovski Tirol
  - Austrijsko prvenstvo: 1988. – 1989., 1989. – 1990.
  - Austrijski nogometni kup: 1988. – 1989.

## Vanjske poveznice
- Profil igrača Rapid Beč – Rapid Archive
- Statistika karijere